# Tjernoglavtsi
Tjernoglavtsi (bulgariska: Черноглавци) är ett distrikt i Bulgarien.   Det ligger i kommunen Obsjtina Venets och regionen Sjumen, i den nordöstra delen av landet, 300 km öster om huvudstaden Sofia.
Trakten runt Tjernoglavtsi består till största delen av jordbruksmark. Runt Tjernoglavtsi är det ganska glesbefolkat, med 25 invånare per kvadratkilometer.